# 都郷鐸堂
都郷 鐸堂（つごう たくどう、安政5年2月27日（1858年） - 昭和19年5月23日（1944年）は、幕末・明治・昭和の書家。儒学者。教育者。阿波国美馬郡一宇村伊良原（現徳島県つるぎ町）出身。名は角太郎、号は蠖堂のち鐸堂。
父・都郷辰蔵の長男として生まれる。7歳のときに宮内安芸に入門。田辺籠仙より屈伸堂蠖堂の号を受ける。その後、小学校訓導となるが、明治15年（1882年）に和歌山県の森田無紘媼に儒学を学んだ。再び徳島県に帰郷し、明治42年（1909年）の退職まで小学校で勤務した。
草書に優れ、『筆道草新歌』、『草訣百韻歌　洲修』、『ひらかな運筆法』、『運筆七則』、『字徳学全』、『日米親善論』など多くの刊行物がある。